# Rajd Madery 1991
Rajd Madery 1991 (32. Rali Vinho da Madeira) – 32. edycja rajdu samochodowego Rajd Madery rozgrywanego we Portugalii. Rozgrywany był od 2 do 4 sierpnia 1991 roku. Była to trzydziesta pierwsza runda Rajdowych Mistrzostw Europy w roku 1991 (rajd miał najwyższy współczynnik – 20) oraz dziewiąta runda Rajdowych Mistrzostw Portugalii.

## Klasyfikacja rajdu
| Miejsce                      | Kierowca                     | Pilot                        | Samochód                     | Czas                         | Strata                       |                              |
| Klasyfikacja generalna i ERC | Klasyfikacja generalna i ERC | Klasyfikacja generalna i ERC | Klasyfikacja generalna i ERC | Klasyfikacja generalna i ERC | Klasyfikacja generalna i ERC | Klasyfikacja generalna i ERC |
| ---------------------------- | ---------------------------- | ---------------------------- | ---------------------------- | ---------------------------- | ---------------------------- | ---------------------------- |
| 1.                           | Fabrizio Tabaton             | Maurizio Imerito             | Lancia Delta Integrale 16V   | 3:35:50                      | 0.0                          |                              |
| 2.                           | Piero Liatti                 | Luciano Tedeschini           | Lancia Delta Integrale 16V   | 3:41:58                      | +6:08                        |                              |
| 3.                           | John Bosch                   | Kevin Gormley                | BMW M3 E30                   | 3:46:23                      | +10:33                       |                              |
| 4.                           | Ramón Ferreyros              | Raffaele Ynzenga             | Ford Sierra RS Cosworth      | 3:57:18                      | +21:28                       |                              |
| 5.                           | Américo Campos               | Fernando Caldeira            | Volkswagen Golf II GTi 16V   | 4:02:08                      | +26:18                       |                              |
| 6.                           | António Abel                 | Jacinto Ferreira             | Peugeot 309 GTI              | 4:06:53                      | +31:03                       |                              |
| 7.                           | Gianpaolo Ruffo              | Carlo Puzzolo                | Ford Sierra RS Cosworth      | 4:08:06                      | +32:16                       |                              |
| 8.                           | Sérgio Machado               | José Baeta                   | Renault 5 GT Turbo           | 4:09:47                      | +33:57                       |                              |
| 9.                           | Américo Antunes              | Filipe Fernandes             | Renault 5 GT Turbo           | 4:10:15                      | +34:25                       |                              |
| 10.                          | Luís Mendes Gomes            | Miguel Ramos                 | Opel Corsa A GSi             | 4:12:04                      | +36:14                       |                              |